# مارفن وايت
مارفن وايت (بالإنجليزية: Marvin White)‏ هو لاعب كرة قدم أمريكية أمريكي، ولد في 5 ديسمبر 1983.

## وصلات خارجية
- مارفن وايت على موقع مرجع كرة القدم المحترفة.كوم (الإنجليزية)